# Warp (singolo)
Warp è un singolo del DJ italiano The Bloody Beetroots, pubblicato il 24 marzo 2009 come primo estratto dal primo album in studio Romborama.
Il singolo ha visto la partecipazione del DJ statunitense Steve Aoki.

## Tracce
1. Warp 1.9 (feat. Steve Aoki) – 3:23
2. Warp 7.7 (feat. Steve Aoki) – 3:53